# Top

Top (ang. szczyt, wierzchołek) – wolny, górny koniec pionowych drzewc w omasztowaniu żaglowca, tj. masztów. Top masztu drewnianego zakończony jest jabłkiem.
Od topu biorą nazwy liny olinowania stałego, mocowane przy szczycie masztu (topwanta, topsztag), oraz podnoszone u szczytu masztu żagle (topsel, topsztaksel).
Wolne końce drzewc poziomych (np. bomu, bukszprytu, rei) noszą nazwę nok, zaś skośnych (gafla) – pik.